# حسن بن مهنا بن صالح أبا الخيل

لحظة دخول حسن بن مهنا لزيارة حائل عام 1883 بريشة المستشرق يوليوس أويتنج

خريطة بريدة مترجمة من النسخة الانجليزية, رسمها جون فيلبي عام 1918 وفيها سور البلدة وقصرامارة بريدة (قصرمهنا), والبوابات للبلدة والمسجد الكبير.

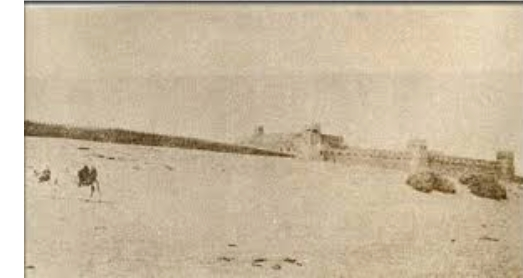
قصر بريدة (مهنا) بعدسة جون فيلبي عام 1918, من كتاب جزيرة العرب الوهابيين.

الأمير  حسن بن مهنا أبا الخيل أمير بريدة من عام 1292 هجرية حتى عام 1308 هجرية، تولى الامارة بعد اغتيال ابيه مهنا بن صالح أبا الخيل عام 1292, قام في السنة التاليه لمقتل ابيه بالتحالف مع أمير حائل الأمير محمد بن رشيد وذلك بعد أن أغرى أمير عنيزة زامل السليم الامام عبدالله بن فيصل بالوقوف مع ال عليان حكام بريدة سابقا ضد ال مهنا أبي الخيل أمراء هذه البلدة حينذاك، فلقد توجه الامام عبد الله بن فيصل إلى عنيزة محاولا القيام بهجوم على بريدة مع ال عليان وزامل السليم وقبيلة عتيبة. لكن الفريق الأكبر من عتيبة تأخر مجيئه اليه. وكان حسن بن مهنا، قد اتصل بالأمير محمد بن رشيد لينجده في ساعته الحرجة. وانتهز هذا الأمير الطموح الفرصة المواتية فلبى طلب ابن مهنا. وأمام تأخرالشيخ تركي بن حميد زعيم قبيلة عتيبة وقومه من عتيبة في الوصول إلى عنيزة، ومعرفة الامام عبدالله بن فيصل بتحرك الأمير محمد بن رشيد للوقوف مع أمير بريدة، أقلع ذلك الامام عن فكرة مهاجمة هذه البلدة، وبذلت جهود كان من نتيجتها أن انسحب كل من الامام عبد الله بن فيصل والأمير محمد بن رشيد إلى قاعدة حكمه. ومنذ تلك الحادثة أصبح الأميرمحمد بن رشيد وحسن بن مهنا حليفين، وأخذا يهاجمان المناطق النجدية التابعة للامام عبد الله بن فيصل رسميا والقبائل المواليه له.

## تحالف حسن بن مهنا مع الأمير محمد بن رشيد
من بعد تفعيل تحالف الأمير محمد بن رشيد وحسن بن مهنا كانت أهم الاحداث، انه في عام 1299 هجرية جهز الامام عبد الله بن فيصل جيشا لمحاربة أهل المجمعه بعد تحالفهم مع الأمير محمد بن رشيد، ووضع حصارا عليها. لكنها استنجدت بالأمير محمد بن رشيد فهب لنجدتها وانضم اليه حسن بن مهنا وأتباعه. وحينما اقترب منها ابن رشيد ومن معه اضطر الامام عبدالله بن فيصل إلى فك الحصار عنها والعودة إلى الرياض.
وبعد عامين من الحادثة السابقة حاول الامام عبد الله إعادة المجمعه إلى طاعته. فهب لنجدتها الأمير محمد بن رشيد وحسن بن مهنا بأتباعهما، ودارت بين الفريقين معركة أم العصافير وقد انتصر ابن رشيد ومن معه انتصارا عظيما، كما انتصر الأمير محمد بن رشيد وحليفه حسن بن مهنا على الأمير محمد بن الامام سعود بن فيصل الملقب غزالان ومعه قبيلة عتيبة في معركة عروى عام 1300 هجرية. ومن أشهر القصائد التي قيلت في معركة عروى قصيدة ضيف الله العفار بن حميد أحد فرسان قبيلة عتيبة وشعرائها يذكر فيها دور حسن بن مهنا بالمعركة يقول:
```
كما شجع حسن بن مهنا قوة حليفة محمد بن رشيد بالقيام بالغارات على شقراء 
[
9
]
والوشم عام 1295 هجرية كما ذكر ابن عيسى في كتابة عقد الدرروايضا جون فيلبي في كتابة العربية السعودية، ولكن انهزمت سرية ابن مهنا في شقراء بعد ان ثار عليها أهل البلد. وذكر المؤرخ إبراهيم بن عبيد في كتابه تذكرة اولي النهى والعرفان أن حسن بن مهنا كان مولعا بتفجير العيون وبناء القصور.
```

ومن أعظم ما شيده قصر بريدة المشهور، وكان كبيرا جدا فيه حصون وأبراج وقلاع، مهيأه للحرب، وجعل في اعالي حيطانه مصاليت ومعدات للقتال، وأودع فيه محلات المالية ومجابي التمور والحبوب والأسلحة، وفيه مجالس واسعة وخزائن وسجون وجميع ما تحتاج اليه هذه الامارة، وكان هذا القصر محكم البناء بالنسبة إلى بناء البلد منيعا جدا وقد زاد على حيطانه حائطا بعد حائط من يتولى بعده من الأمراء، ويسكن هذا القصر أمير بريدة الموجود فيها، وإذا قدم جلالة الملك عبد العزيز إلى القصيم فانه يسكنه وموضعه في وسط البلد، وقد هدم ما حواليه من الجهات الأربع ليكون متحدا وحده فلا يتصل به مساكن، بل كان ما يليه فسحة يقدر ميدانها من كل جهة بستين مترا، وأضاف ابن عبيد أنه قد رأى جدار حسن بن مهنا لما هدم الأمير عبد الله بن فيصل بن فرحان ركن القصر الشرقي الجنوبي لما كان اميرا في بريدة لانشاء بعض غرف فيه، فوجدته في غاية القوة والاحكام لا تكاد المعاول والفؤوس تهده.وتبلغ مساحة القصر نحو عشرة آلاف متر مربع ويبلغ طول محيطه نحو 400 متر. وهو ذو أضلاع متساوية تقريبا. وقد شيد في كل زاوية من زواياه الاربع برج مربع الشكل يبلغ ارتفاعه 40 قدما. ولم يكن لهذا القصر سوى بوابة واحدة فقط بالجهة الجنوبية منه.

## يوليوس أويتنج يصف زيارة حسن بن مهنا إلى حائل عام 1883
زار حسن بن مهنا مدينة حائل في ضيافة الأمير محمد بن رشيد عام 1883 وكان حينها متواجد في المدينة الرحالة والمستشرق الألماني يوليوس اويتنج، وهنا يصف وصول حسن بن مهنا إلى المدينة وبعض الأحداث اثناء اقامته فيها.
```
فيذكر في يوم الجمعة 21 ديسمبر عام 1883 ميلادية الساعة التاسعة قبل الظهر أقام حسن بن مهنا حاكم 
بريدة
 حفل دخوله إلى 
حائل
، وهي زيارة متوقعه منذ أسابيع، واحتشد حفل من الناس وقوفا لكي يروا المشهد. كان في الطليعة فارسان على ظهري جواديهما أرسلهما أمير حائل 
محمد بن رشيد
 لتحية ضيفه. الكاتب ناصر العتيق وفهد، ثم في الأعلى على الذلول حسن المهنا بذاته، ومن ورائه مرافقوه الثمانية على هجان تتراقص وتتدافع. فقد أختيرت دواب كثيرة من الخيل والهجن زينت والبست على نحو رائع، واختلط في صفوفها كثير من العامة، وخلفها حشد من الأطفال.
[
12
]
ويضيف حين أستدعينا للحضور لدى الأمير محمد بن رشيد، وعند الذهاب إلى هناك التقينا امام الباب بحسن المهنا امير 
بريدة
، ويبدو أنه كان لا يبصر في إحدى عينيه.
[
13
]
```

وفي يوم الخميس 27 ديسمبر 1883 ميلادية مساء بعد الصلاة دعينا لزيارة الأمير حسن المهنا حاكم بريدة الذي كان الأمير محمد بن رشيد قد هيأ له منزلا بجانب غانم حداد السلاح، وقد ذهلت عندما رغا في وجهي ذلول بارك على ارض الممر القليل الإضاءة، وهو ذلول مهنا الخاصة، وجرى ايواؤها وتقديم العلف لها في البيت، ونادرا ما يحدث هذا. كما دعي عدد من الأشخاص سوانا وأتى خادمنا محمود في قيافة ظاهرة ومع فانوس مضاء. وبعد حين امتلأت قاعة الاستقبال بالناس، ونظرا لأن الجو أصبح حارا نسبيا فقد خفف ابن مهنا عن نفسه هذه الحالة بأن دفع الكوفية إلى الخلف حتى منتصف الرأس.
دار الحديث بالدرجة الأولى عن الكلأ الممتاز ثم عن أسماء خيولنا وأسعارها وأنسابها، وأرادوا ان يعرفوا شيئا عن الغزلان لدينا، وعن الطواويس، والوعول الجبلية، كما ان العمود قرب سدوس كان معروفا لدى الأمير حسن المهنا، ووعد بأن يأمر بنسخ الرموز على يد أحد العرفين بالكتابة.
وفي يوم السبت 29 ديسمبر 1883 ميلادية كان الأمير حسن المهنا يعتزم القدوم لزيارتنا بعد اداء الصلاة الأخيرة، قمنا باستعارة الاطباق والاقداح والسماور من عند عبد الله، ومن جارنا المباشر عمران استعرنا فوانيس وصواني نحاسية وأضواء الاستياريك. والمح خادمنا محمود إلى انه يعد اصنافا ممتازة من فن طبخه، الا انه امتنع عن الادلاء بأية معلومات أخرى، وباختصار يجب ان ينتظم احتفال فخم، بعد تناول الطعام البسيط لم أتمكن من مقاومة النوم لقد مضى وقت طويل بعد الصلاة ما زال الأمير وحاشيته يدعون الناس ينتظرون قدومهم، وأن الاستعدادات العاجلة التي اتخذت لاستقباله كان بالإمكان أن تتم أخيرا بنوع من الهدوء، ولا يتطلب الأمر سوى ظهور شخصه، وأخيرا حوالي الساعة الثامنة والنصف وصل الضيوف وعددهم عشرة رجال، كانت روائح البخور والصموغ المر تتصاعد من حوض الفحم عند المدخل، وأخذت المفرقعات تطقطق من اليمين واليسار وسادت دهشة عامة واعجاب، وبعد ان خطى امير بريدة عبر الدخان متخذا مجلسه فوق سجادة هوبر، وإلى جانبه الشيخ راكان العجمي وقد اخذت شخصين من الأخيرين ليجلسا على سجادتي، في البداية جرى تقديم الشاي الذي غدا مرا بسبب بقائه لمدة طويلة وعصير الليمون، وباضافة كثير من السكر اليه لم يعد مستساغا، الا انه مطابق تماما للذوق العربي، وقد استغربت ان الشيخ راكان كان يتبادل مع محمود بعض الكلمات التركية وعلمت بعدئذ أنه قضى في الأسر سبع سنوات في قلعة نيش، قبل عشرين عاما كفل مدحت باشا حرية الشيخ راكان وأمانه مقابل أن يقوم بالتفاوض بالأحساء، على الساحل الشرقي للجزيرة العربية، الا انه اعتقل هناك في الحال ونقل إلى أوروبا. وفي اثر مثل هذا الغدر وخيانة العهد فان البدو يستفظعون الأتراك، وفي النهاية نهض جميع الضيوف للمغادرة، وكان بوسعهم أن يعثروا على صنادلهم بيسر، نظرا لأن الفناء قد توفر له ضوء كاف. وأن بعض المفرقعات المنسية أستعملت لتحية الوداع وأحيت الأمل باقامة حفل جديد، ثم انسحب الجميع بكل هدوء.

## بداية الخلاف مع الأمير محمد بن رشيد
استمر التحالف حتى نشب خلاف بين الأمير محمد بن رشيد وابن مهنا وكانت الشرارة التي أوقدت الخلاف بين الطرفين محاولة الأمير محمد بن رشيد أخذ الزكاة من بادية يعدها الأمير حسن تابعة له، وذلك سنة 1306 هجرية، ولعل قوة حسن وموقع امارته بين جبل شمر وبقية الأقاليم النجدية كانا من أهم الأسباب التي دعت حاكم نجد الجديد والرجل الأقوى في المنطقة الأمير محمد بن رشيد إلى البحث عن وسيلة للقضاء عليه أو اضعاف قوته. وكانت بداية الخلاف بين هذين الأميرين ايذانا ببداية التحاف بين الأمير حسن وأمير عنيزة زامل السليم.

## معركةالمليداء
وفي عام 1308 خرج الأمير محمد بن رشيد بقواته لقتال أهل القصيم. وكان هؤلاء ومن انضم اليهم من القبائل قد استعدوا للقائه. وحدثت بين الطرفين مناوشات في القرعاء رجحت فيها كفة أهل القصيم ومن معهم. ثم استخرجهم الأمير محمد بن رشيد من مواقعهم إلى أرض المليداء الصالحة لكر الخيل وفرها. فدارت بين الطرفين معركة المليداء التي انتصر فيها الأمير محمد بن رشيد انتصارا عظيما. وقتل من أهل القصيم حوالي ألف رجل بينهم أمير عنيزة زامل السليم، ثم قبض على الأمير حسن بن مهنا فيما بعد، وأخذه معه إلى حائل وبقي فيها حتى وفاته عام 1320 هجرية.

## انظر ايضاً
- قائمة أمراء بريدة